# 掃毒
《掃毒》，是一部於2013年上映的香港警匪動作片，由陳木勝執導，李忠志任動作設計，劉青雲、古天樂和張家輝領銜主演。中国大陆於2013年11月29日上映，香港於同年12月5日上映。獲得第33屆香港電影金像獎最佳電影、最佳導演等8項提名。

## 劇情
馬昊天、張子偉與蘇建秋是從小一起長大的好兄弟，三人長大後都在香港警務處毒品調查科駐守。其中阿秋在販毒集團裡做卧底很久，不能過正常人生活讓他極為煩躁，大哥阿天和探員兄弟阿偉常勸解說，捉住最後一個大毒梟他就能歸隊。警隊高層要阿秋繼續跟進以放長線釣大魚，阿秋深感不滿。最後三兄弟決定一起赴泰国抓捕大毒梟「八面佛」魏興光，幫阿秋解脫。不過阿秋出於安危的顧慮不願意跟八面佛進行假的毒品交易，就偷偷用電話跟對方聯繫說交易取消了，導致八面佛對購買毒品一方阿秋等人產生懷疑。雙方在交戰後，逼得阿天不得不在阿偉與阿秋兩人之間選擇一個救走，最後阿天選擇拯救阿秋，而阿偉則身中一槍並被推入鱷魚潭中，阿偉的死讓阿天和阿秋都深感愧疚，兩人也負責照顧起了患病失憶住院的阿偉媽媽，而阿秋的妻子則在生下女兒後與阿秋分手。
五年後，八面佛之子在香港被尖沙咀黑幫老大段坤所殺，阿秋和阿天在調查這件事時發現阿偉並沒死，他還娶了八面佛女兒Mina成為了八面佛的女婿。三人通過阿秋之女被綁事件，終於化解了彼此之間的怨恨，兄弟情再次得以重生、阿秋也與妻子和女兒和好，並得知原來是阿偉聯合段坤殺害了八面佛之子，以計劃引出八面佛並除掉他。在八面佛為死去的兒子做法事之夜，三兄弟選擇與八面佛決一死戰。而已被八面佛懷疑的阿偉首先被迫砍掉了自己的一隻手更被八面佛所殺，激烈槍戰後只剩下阿秋、阿天和八面佛三人存活，而在子彈不足的情況下，阿天則用自己的身體當盾牌做出犧牲被八面佛所殺，八面佛最終被阿秋槍殺。

## 角色
| 演員                      | 角色             | 備註 |
| 刘青云                    | 马昊天           | 總督察，在泰國行動中失當被降職，與苏建秋反目，後和好。在本片片尾與苏建秋和张子伟與八面佛決戰，之後阿天在子彈不足的情況下用自己的身體當盾牌做出犧牲被八面佛所殺，以幫助阿秋最終成功槍殺八面佛。                     |
| 张家辉                    | 张子伟           | 見習督察，後為Mina之夫、八面佛女婿，在泰國掃毒行動後幫助岳父五年。暗中聯合段坤殺害了八面佛之子並搶去八面佛的毒品，以計劃引出八面佛並除掉他，之後更砍掉了自己的一隻手。與苏建秋和马昊天聯手殺掉岳父，但亦被其所殺。 |
| 古天乐                    | 苏建秋           | 總督察，香港毒品调查科卧底（綽號「勁秋」）。從泰國回港後復職毒品调查科警察并且晉升为总督察，與马昊天反目，後和好。并與马昊天和张子伟聯手殺掉八面佛。全片中唯一生還的人。                                           |
| 袁泉 （香港配音：王慧珠） | 袁可儿           | 苏建秋之妻，在生下女儿后与阿秋分手。後與阿秋和好。 |
| 卢海鹏                    | 魏興光（八面佛） | 泰国大毒枭，最后被阿秋、阿天及阿伟三人联手所殺 |
| 吴廷烨                    | 王順益           | 警署警長，馬昊天下屬，蘇建秋、馬昊天和張子偉的拍檔，懂泰文。與眾毒販交火為保護三人而被殺 |
| 寶兒                      | 米娜（Mina）     | 八面佛之女、後為張子偉之妻，被八面佛手下三哥誤殺 |
| 羅蘭                      | 張子偉母         | 患病失憶住院，後離世 |
| 卢惠光                    | Bobby            | 泰國毒販，被八面佛所殺 |
| 林国斌                    | 柴國勇           | 黑社會老大（黑柴），阿秋在販毒集團裏所跟隨的老大，後被Bobby誤認為臥底而被殺死 |
| 陳靜儀                    |                  | 黑柴女友 |
| 释延能                    | 卡泥             | 毒贩 |
| 馬浴柯                    | 段坤             | 尖沙咀段坤 黑社會老大，殺死八面佛之子，後被张子伟炸死。 |
| 吴岱融                    | 黃文德           | 警察高層（警司） 初期與馬昊天不和，後暗中幫助马昊天逃走 |
| 李兆基                    | 大隻基           | 馬昊天線人 |
| 黃子恆                    | 馬騮             | 段坤手下 |
| 羅鈞滿                    | David            | 掃毒組警察（5年前） |
| 鄭世豪                    |                  | 僱傭兵 |
| 羅浩銘                    |                  | 僱傭兵 |
| 陳振華                    |                  | 僱傭兵 |
| 司徒暉                    |                  | 掃毒組警察（5年後） |
| 袁綺雯                    |                  | 王順益妻子 |
| 陳曾寧                    |                  | 特別新聞女記者 |

## 創作
2013年1月23日于香港开拍，主要在香港、泰国及澳门取景，其中在泰国有多场大场面。同年6月上旬杀青。

## 歌曲
| 曲別   | 歌名                     | 作曲       | 作詞                | 編曲       | 監製               | 演唱       |
| ------ | ------------------------ | ---------- | ------------------- | ---------- | ------------------ | ---------- |
| 主題曲 | 《心照一生》（香港版）   | RubberBand | RubberBand、Tim Lui | RubberBand | RubberBand、陳木勝 | RubberBand |
| 插曲   | 《誓要入刀山》（香港版） | 顧嘉煇     | 黃 霑               | RubberBand |                    | RubberBand |
| 插曲   | 《誓要入刀山》（原裝版） | 顧嘉煇     | 黃 霑               | 潘源良     |                    | 鄭少秋     |

## 發行
作为2013年亚洲国际电影节的开幕电影，影片于2013年10月下旬在香港首映并获得各方好评。

### 票房
中國大陸
首周三天排映近76000场，场均观众35人收8230万人民幣居亚，比周冠军《地心引力》还多出15人。陈木胜执导的新片口碑不俗，第2周《扫毒》在《无人区》和《四大名捕2》两部强有力新片的夹击下，还能比上周多收12%，即9200万，两周共取下1.74亿，比去年同期的《王的盛宴》高出1亿以上；第3周电影受类型和阵容相近的《风暴》影响，折损一半，进账4550万，位列该周票房榜第4名，第四周拿下1488万排在第五位，四周总票房為2.35亿。
香港
《扫毒》在香港上映时间比内地稍晚，但是香港市场则比内地更佳，首日在41家戏院排330场，场均人次75，周日的场均人次攀升过百；这部电影几乎在香港市场上取得了压倒性的优势，四天便超过1000万，為該周票房冠軍。次周拿到1071万的票房排在亚军位置；第3周拿502万位列季軍，三周累计2723万。第4周取得336萬位列第六，四周累計2977萬。第5周取得144萬，累計3194萬。
| 上一届： 《飢餓遊戲：星火燎原》 | 2013年香港一週票房冠軍 第48周（12月2日－12月8日） | 下一届： 《哈比人：荒谷魔龍》 |

## 獎項
| 獎項                 | 類別             | 名字                                                                           | 結果 |
| -------------------- | ---------------- | ------------------------------------------------------------------------------ | ---- |
| 第33屆香港電影金像獎 | 最佳電影         | 《掃毒》                                                                       | 提名 |
| 第33屆香港電影金像獎 | 最佳導演         | 陳木勝                                                                         | 提名 |
| 第33屆香港電影金像獎 | 最佳男主角       | 劉青雲                                                                         | 提名 |
| 第33屆香港電影金像獎 | 最佳男主角       | 古天樂                                                                         | 提名 |
| 第33屆香港電影金像獎 | 最佳女配角       | 羅蘭                                                                           | 提名 |
| 第33屆香港電影金像獎 | 最佳攝影         | 潘耀明                                                                         | 提名 |
| 第33屆香港電影金像獎 | 最佳剪接         | 邱志偉                                                                         | 提名 |
| 第33屆香港電影金像獎 | 最佳原創電影歌曲 | 心照一生《掃毒》 作曲：RubberBand、填詞：RubberBand、Tim Lui、演唱：RubberBand | 提名 |
| 第32屆大眾電影百花獎 | 最佳男主角       | 張家輝                                                                         | 提名 |
| 第32屆大眾電影百花獎 | 最佳女配角       | 袁泉                                                                           | 提名 |
| 第32屆大眾電影百花獎 | 最佳新人奖       | 马浴柯                                                                         | 獲獎 |
| 第51届金马奖         | 最佳男主角       | 刘青云                                                                         | 提名 |
| 第51届金马奖         | 最佳視覺效果     | 吳炫輝、鄒志盛、譚啓昆                                                         | 提名 |
| 第51届金马奖         | 最佳动作设计     | 李忠志                                                                         | 提名 |
| 第51届金马奖         | 最佳剪辑         | 邱志偉                                                                         | 提名 |
| 第51届金马奖         | 最佳音效         | 曾景祥、姚俊軒、鄒玉麟                                                         | 提名 |
| 第51届金马奖         | 最佳電影原創歌曲 | 心照一生《掃毒》 作曲：RubberBand、填詞：RubberBand、Tim Lui、演唱：RubberBand | 提名 |
| 第12届長春電影節     | 最佳攝影獎       | 潘耀明                                                                         | 提名 |
| 第12届長春電影節     | 最佳視覺效果獎   | 《掃毒》                                                                       | 提名 |
| 第12届長春電影節     | 最佳音樂獎       | Nicolas Errera                                                                 | 獲獎 |
| 第9屆金話梅電影選舉  | 最爛場面         | 不死張家輝                                                                     | 提名 |

## 外部連結
- 《掃毒》在香港官方Facebook
- 《掃毒 （页面存档备份，存于）》在香港雅虎的電影頁面
- 開眼電影網上《掃毒》的資料（繁體中文）
- 豆瓣电影上《掃毒》的資料 （简体中文）
- 时光网上《掃毒》的資料（简体中文）
- AllMovie上《掃毒》的资料（英文）
- 爛番茄上《掃毒》的資料（英文）
- 香港影庫上《掃毒》的資料（繁體中文）
- 互联网电影数据库（IMDb）上《掃毒》的资料（英文）
- 《掃毒》新浪網專題 （页面存档备份，存于）

| 香港 ViuTV 週六好戲勢 20:30-23:30 | 香港 ViuTV 週六好戲勢 20:30-23:30 | 香港 ViuTV 週六好戲勢 20:30-23:30   |
| --------------------------------- | --------------------------------- | ----------------------------------- |
|                                   | 掃毒 （2020年8月8日）             |                                     |
| 鬼域 （2020年8月1日）             | 臥虎藏龍 （2020年8月15日）        |                                     |
| 週六好戲勢 21:30-00:30            |                                   |                                     |
| 死因無可疑 （2022年4月16日）      | 掃毒（重播） （2022年4月23日）    | 竊聽風雲3（重播） （2022年4月30日） |